# Fortuna (Murcia)
Fortuna ist eine Gemeinde in der Autonomen Gemeinschaft Murcia in Südost-Spanien. Auf einer Fläche von 148,5 km² leben dort 11.183 Einwohner (Stand: 2024).

## Politik
| Partei | 2015      | 2015  | 2011      | 2011  |
| Partei | Stimmen % | Sitze | Stimmen % | Sitze |
| PP     | *         | *     | 49,21 %   | 7     |
| PSOE   | *         | *     | 29,07 %   | 4     |
| IU     | *         | *     | 14,61 %   | 2     |

Quelle: Spanisches Innenministerium

## Wirtschaft
Ein bedeutender Wirtschaftsfaktor in Fortuna ist der Tourismus. Es ist einer der wichtigsten Orte für den „Gesundheitstourismus“ in der Region Murcia. Die natürlichen heißen Quellen werden in Form von Thermalbädern vielfältig genutzt. So werden unter anderem Rheuma- und Atemwegserkrankungen behandelt.

## Bevölkerungsentwicklung der Gemeinde
Quelle: INE-Archiv – grafische Aufarbeitung für Wikipedia

## Kultur

### Feste
Wichtige Feste in Fortuna sind:

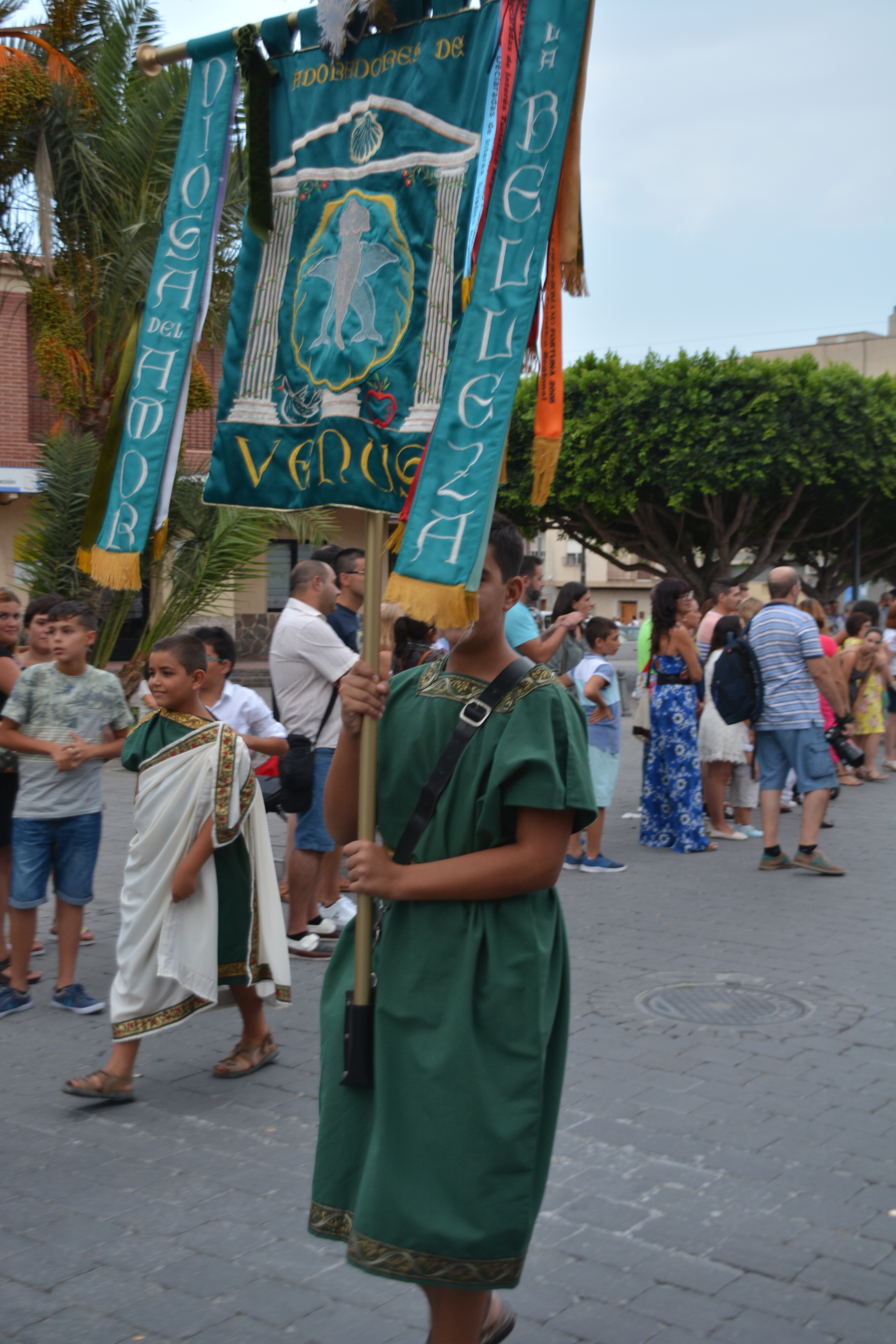
Fiestas de Sodales Íbero-romanos 2017.

- Fiesta de la Mona (12. / 13. April)
- San Isidro Labrador (15. Mai)
- Fiestas de Sodales Íbero-romanos (August)
- San Roque (16. / 17. August)
- Romería de la virgen de Fátima (erster Sonntag im September)